# Danny Pate
Danny Wayne Pate (Colorado Springs, 24 marzo 1979) è un ex ciclista su strada statunitense, professionista dal 2000 al 2018 e campione del mondo Under-23 a cronometro nel 2001.

## Carriera
Originario del Colorado, dopo aver gareggiato nel ciclocross nelle categorie giovanili e aver vinto il titolo nazionale Under-23 su strada nel 1998, passa professionista nel 2000 con l'italiana Saeco. Dopo un solo anno e pochi risultati, che non gli consentono di essere confermato dalla Saeco, ritorna in patria accasandosi alla Prime Alliance, formazione con classificazione GS3, il terzo livello delle società UCI. Proprio nel 2001 riesce a conquistare il titolo di campione del mondo a cronometro Under-23 a Lisbona.
Negli anni successivi si distingue nelle gare del circuito americano e nel campionato nazionale in linea, dove si classifica per due volte al secondo posto ed altrettante al terzo. Nel 2006 passa alla TIAA-CREF di Jonathan Vaughters, mettendosi in evidenza al Tour du Limousin, al Tour de Beauce e alla Reading Classic, mentre l'anno dopo si classifica secondo nel campionato nazionale a cronometro. La sua squadra, nel frattempo rinominata Slipstream-Chipotle, acquisisce nel 2007 lo status di team Professional Continental e poi, nel 2009, con la sponsorizzazione Garmin, quello di ProTeam: questo permette a Pate di partecipare al Giro d'Italia e al Tour de France sia nel 2008 che nel 2009. Negli stessi anni vince la cronometro a squadre di Palermo al Giro d'Italia 2008, si classifica terzo nella tappa di Prato Nevoso al Tour de France 2008 e terzo nella generale del Critérium International 2009.
All'inizio del 2011 lascia la Garmin e si trasferisce a un'altra squadra ProTour statunitense, la HTC-Highroad; partecipa ancora al Tour de France, concludendolo per la terza volta e contribuendo al successo di Mark Cavendish nella classifica a punti della corsa. Per il 2012 si accasa quindi tra le file del team britannico Sky, partecipando per la prima volta alla Vuelta a España. Sempre come gregario per le tappe di pianura, nel 2013 corre il Giro d'Italia (vincendo la cronometro a squadre a Ischia), mentre nel 2014 prende parte al Tour de France.
Nel 2016 lascia il team Sky per tornare negli Stati Uniti e gareggiare con la formazione Continental Rally Cycling, basata a Minneapolis. Annuncia il ritiro dall'attività nell'agosto 2018, al termine della Colorado Classic.

## Palmarès
- 1998 (Colorado Cyclist-Ikon-Lexus)

Campionati statunitensi, Prova in linea Under-23
- 1999 (Tomac-Manitou)

2ª tappa Tour de Moselle
- 2001 (Prime Alliance)

Prologo Internationale Thüringen Rundfahrt (Sonnenberg, cronometro)
4ª tappa Internationale Thüringen Rundfahrt (Mühlhausen)
Classifica generale Triptyque Ardennais
Campionati del mondo, Prova a cronometro Under-23
- 2002 (Prime Alliance)

Classifica generale Tour de Toona
- 2003 (Prime Alliance)

2ª tappa Tour de White Rock
- 2005 (Jelly Belly-Pool Gel)

3ª tappa International Cycling Classic (Manitowoc)
5ª tappa International Cycling Classic (Kenosha)
- 2006 (TIAA-CREF)

2ª tappa FBD Insurance Rás (Enniscorthy > Cobh)
4ª tappa, 1ª semitappa Tour de Beauce (Saint-Jean-de-la-Lande, cronometro)
- 2007 (Team Slipstream)

5ª tappa Tour of Missouri (Jefferson City > Saint Charles)

### Altri successi
- 2005 (Jelly Belly-Pool Gel)

Classifica scalatori Nature Valley Grand Prix
- 2008 (Team Garmin-Chipotle)

4ª tappa Tour de Georgia (Atlanta, cronosquadre)
1ª tappa Giro d'Italia (Palermo, cronosquadre)
- 2013 (Sky Procycling)

1ª tappa, 2ª semitappa Giro del Trentino (Lienz > Lienz, cronosquadre)
2ª tappa Giro d'Italia (Ischia Porto > Forio, cronosquadre)
- 2015 (Team Sky)

1ª tappa Tour de Romandie (Vallée de Joux > Juraparc, cronosquadre)

## Piazzamenti

### Grandi Giri
- Giro d'Italia

2008: 137º
2009: 144º
2013: 134º
- Tour de France

2008: 95º
2009: 141º
2011: 165º
2014: 153º
- Vuelta a España

2012: 147º

### Classiche monumento
- Liegi-Bastogne-Liegi

2015: ritirato
- Giro di Lombardia

2012: ritirato

### Competizioni mondiali
- Campionati del mondo

Valkenburg 1998 - Cronometro Under-23: 57º
Plouay 2000 - In linea Elite: ritirato
Lisbona 2001 - Cronometro Under-23: vincitore
Lisbona 2001 - In linea Under-23: 13º
Salisburgo 2006 - In linea Elite: 118º
Melbourne 2010 - In linea Elite: 80º
Richmond 2015 - Cronosquadre: 9º